# ParaWorld
ParaWorld (là dạng viết tắt của từ Parallel World, nghĩa là thế giới song song) là trò chơi máy tính thuộc thể loại chiến lược thời gian thực (RTS) lấy đề tài khủng long do hãng SEK Ost (viết tắt của chữ Spieleentwicklungskombinat Ost) phát triển và Aspyr phát hành vào năm 2006.

## Cốt truyện
Cốt truyện của game mang hơi hướng giả tưởng nói về thế giới kỳ bí mang tên ParaWorld, nơi mà loài người và khủng long cùng tồn tại, phát triển song song. Vào khoảng cuối thế kỷ 19 đầu thế kỷ 20, khi mà nền văn minh nhân loại đang dần bước sang kỷ nguyên của khoa học công nghệ, đạt được không ít thành tựu nổi bật. Một nhóm gồm các nhà khoa học trực thuộc tổ chức mang tên SEAS đã khám phá ra sự tồn tại của một thế giới song song với thế giới hiện thực. Thế giới này không khác gì Trái Đất hàng chục triệu năm trước cũng tràn ngập các loài khủng long tồn tại chung với con người. Điểm thú vị là khi con người trong thế giới hiện thực bước vào thế giới song song này, họ sẽ trở nên trường sinh bất lão, chính vì vậy mà SEAS đã quyết định bưng bít mọi thông tin với mưu đồ làm bá chủ thế giới mới. Ba nhà khoa học trẻ tuổi là Cole, Bela, Stina, trong quá trình nghiên cứu tình cờ khám phá ra lối vào Paraworld. Ngay lập tức, cả ba bị SEAS ám hại bằng cách đẩy cả nhóm rơi vào ParaWorld và bị mắc kẹt tại đây. Họ không còn cách nào khác là phải thích nghi với môi trường hoàn toàn xa lạ, đồng thời kết giao với các bộ tộc tại đây và lao vào cuộc chiến đấu sinh tồn nhằm tìm đường trở về thế giới cũ.

## Phe phái
ParaWorld có tất cả ba chủng tộc chính là Dragon Clan, Dust Rider và Norsemen,mỗi chủng tộc sẽ có các đặc điểm nổi bật riêng biệt. Chẳng hạn như phe Dragon Clan có hệ thống phòng thủ kiên cố độc đáo, có thể ngăn chặn hầu hết mọi sự tấn công của kẻ thù. Đổi lại, chủng tộc này có tốc độ xây dựng và phát triển khá chậm. Trái ngược hoàn toàn với họ là phe Dust Rider, mộtchủng tộc đại diện cho nền văn hóa Châu Mỹ. Với khả năng phát triển lực lượng một cách cơ động và nhanh chóng, rất phù hợp với chiến thuật đánh nhanh, rút gọn. Dung hòa cả hai điều trên, phe Norsemen thể hiện sức mạnh vượt trội trong thủy chiến bù lại tốc độ xây dựng, phát triển chậm và phòng thủ trung bình.
Dragon Clan
Mang nét đặc trưng của người Trung Quốc và Nhật Bản cổ đại. Chủng tộc này nắm giữ kỹ thuật chế tạo thuốc nổ, pháo cùng một số phương tiện cơ giới. Dragon Clan có sức mạnh trung hòa giữa phòng thủ và tấn công. Họ có khả năng xây hàng rào bảo vệ và các kỹ thuật ngụy trang công trình, cùng với việc sở hữu các binh chủng tầm xa và tầm trung rất mạnh.
Dustriders
Trái ngược với Norsemen, Dustriders là chủng tộc mang âm hưởng các bộ lạc Châu Phi có tính cơ động rất cao. Các công trình của họ hầu hết là lều bạt, có thể nhanh chóng được xây dựng cũng như tháo dỡ. Tuy nhiên, điểm yếu của Dustriders cũng bộc lộ rõ rệt: công trình xây dựng càng nhanh thì cũng bị phá hủy một cách dễ dàng. Bù lại với tính cơ động cao, Dustriders có khả năng tái trang bị cho các phương tiện chiến tranh (các loài khủng long). Ví dụ, họ có thể biến chúng từ phương tiện chuyên chở sang vũ khí, bằng cách tháo dỡ khoang chở lính và lắp máy bắn đá vào trong một thời gian ngắn nhất ngay tại chiến trường.
Norsemen
Lấy cảm hứng từ người Viking và Celt cổ xưa. Họ là những bậc thầy trong việc chế tạo và tôi luyện các công cụ từ sắt thép. Do đó, dân Norsemen có được những kỹ thuật chế tạo giáp trụ cực kỳ đặc sắc, cộng với khả năng xây dựng tường thành kiên cố. Do tộc Norsemen sinh sống trong vùng băng giá nên đa số các động vật ở khu vực này là các loài thú có vú (thay vì khủng long), chẳng hạn voi ma mút (hữu dụng cho việc khai thác tài nguyên) hay tê giác (vừa vận chuyển binh lính vừa có khả năng chiến đấu)...

## Cách chơi
Cũng như bao game thuộc thể loại RTS khác, ParaWorld vẫn tuân thủ theo những quy tắc cơ bản như xây dựng căn cứ, tạo lính và đem quân đến tấn công và tiêu diệt đối phương. Trong ParaWorld ngoài những chủng loại lính thông thường như cung thủ, chiến binh, pháp sư… người chơi còn được diện kiến những binh chủng đặc biệt được ấn định rõ từ tựa đề của trò chơi: chủng loài khủng long - được coi như chúa tể của thế giới cổ đại. Paraworld có hơn 30 loại khủng long khác nhau bao gồm cả người chơi điều khiển và NPC với đặc tính sức mạnh khác nhau. Chẳng hạn, những loài thân hình đồ sộ như khủng long bạo chúa T-rex sở hữu những đòn sát thương cực lớn có thể dùng để tấn công hay phòng thủ đều khá tốt. Ngược lại, những loài khủng long thân nhỏ với tốc độ thuộc vào loại bậc nhất và có số lượng áp đảo trong game, ngoài chức năng chính là dò thám thì còn có khả năng tiến hành những cuộc truy kích thật sự nếu người chơi sử dụng chiến thuật áp đảo bằng số đông. Ngoài ra, game còn xuất hiện loài khủng long hoang NPC, được chia làm ba dạng khác nhau, một loại bỏ chạy khi bị tấn công, một loại phản công và một loại chủ động tấn công, cả ba đều có điểm chung là người chơi có thể săn chúng để lấy lương thực, hơn nữa còn có thể tận dụng khả năng chuyên chở của chúng để làm công việc vận chuyển trong game.
Bên cạnh đó, tính năng đáng để ý của game chính là giao diện điều khiển khá độc đáo. Bao gồm hai phần:
Army Controller (Điều khiển quân đội)
Với mục tiêu đẩy nhanh nhịp độ chơi, cung cấp cho người chơi khả năng điều khiển quân toàn diện và giảm thiểu các thao tác quản lý vi mô, nhờ hệ thống quản lý khá hữu hiệu này, người chơi có thể quản lý trực tiếp từng đơn vị quân, thông qua ô biểu tượng (icon) riêng của mỗi quân. Với các ô này sẽ cho biết ngay được quân nào đang ở đâu, làm gì, tình trạng sức khỏe ra sao... để đưa ra các mệnh lệnh phù hợp mà không mất công dò tìm trên bản đồ. Được biết, bảng biểu tượng nằm ở bên trái màn hình sẽ chia làm 5 phần, tương ứng với 5 cấp bậc của các đơn vị. Cấp nhỏ nhất sẽ có nhiều ô nhất (cấp 1 – 25 ô) và lớn nhất sẽ có ít nhất (cấp 5 - một ô). Quân càng mạnh thì số ô dành cho quân đó càng ít đi nhằm hạn chế lối chơi ỷ đông hiếp yếu của người chơi. Tương ứng với mỗi ô là hình ảnh đại diện một đơn vị quân và nó thú vị ở chỗ: có thể cho người chơi biết quân đó đang làm gì thông qua một biểu tượng nhỏ đính kèm. Chẳng hạn,khi quân của người chơi đứng yên, chũng sẽ có biểu tượng zzz, lúc đánh nhau thì có hình thanh gươm… Vì vậy,người chơi rất dễ dàng nắm bắt quân mình đang làm gì để có thể sắp xếp. Việc phân chia này sẽ ảnh hưởng rất lớn đến chiến thuật mà người chơi áp dụng, vì không thể tùy tiện nâng cấp đơn vị nào cũng được, do số lượng các ô cấp cao luôn có giới hạn nên mỗi phe chỉ có thể chứa tối đa 52 đơn vị cùng lúc.
Army Builder (Xây dựng quân đội)
Với chức năng này, game cho phép người chơi chọn cho mình các loại quân phù hợp nhất với từng màn chơi thông qua một bảng sắp xếp, hoặc loại bỏ một số đơn vị cảm thấy không cần thiết để bổ sung thêm các quân quan trọng hay mua thêm một số lượng tài nguyên dự trữ sẵn.
Điểm đặc biệt nữa là tất cả các đơn vị trong game từ cung thủ, bộ binh, cho đến nông dân… đều có thể được thăng cấp bằng việc thu thập điểm kinh nghiệm. Mỗi đơn vị sau khi được lên cấp sẽ thay đổi rõ rệt dáng vẻ bên ngoài và đặc biệt là sức chiến đấu được tăng lên gấp đôi. Vì vậy, việc đưa ra những tính toán cần thiết cho từng loại quân là điều tối quan trọng trong game. Tuy nhiên bảng cấp độ quân này đôi lúc cũng mang lại sự bất lợi khá phiền phức, nếu người chơi để game ở độ phân giải thấp thì nó sẽ choáng hết ¼ màn hình và không thể nào tắt đi được vô tình gây không ít khó khăn cho người chơi trong việc quản lý đơn vị quân về sau này.
Tài nguyên
Tài nguyên trong ParaWorld bao gồm các loại chính là thịt (food), đá (rock), gỗ (wood) và cuối cùng là đầu lâu (skull). Loại tài nguyên đặc biệt này có được khi ngươi chơi tiêu diệt kẻ thù, các loại thú hay công trình. Chức năng chính của Skull là giúp người chơi nâng cấp các loại công trình, mở ra những công nghệ mới cùng với việc lên cấp đơn vị quân và cả Anh hùng (Hero).
Anh hùng
Các Hero ở đây không ai xa lạ mà chính là ba nhân vật chính. Bình thường, họ đã có khả năng chiến đấu cao hơn dân bản địa cùng với các khả năng đặc biệt. Hero cũng có tổng cộng 5 cấp độ như tất cả các đơn vị khác. Mỗi lần lên cấp, họ sẽ học được những kỹ năng cao cấp hơn. Ở cấp 2, Hero có khả năng tăng sức mạnh cho đồng minh, đồng thời làm yếu kẻ thù xung quanh mình. Tới cấp 3, họ sẽ học được những chiêu thức đặc biệt có sức công phá rất lớn. Đến cấp 4, Hero sẽ mở khóa các loại kỹ năng nâng cấp đặc thù cho từng bộ tộc mà họ liên kết. Lên đến cấp cao nhất, các kỹ năng của Hero sẽ ảnh hưởng đến toàn bộ đội quân của người chơi, như làm tăng lượng máu cho tất cả các đơn vị.
Trí tuệ nhân tạo
Tuy nhiên do số lượng Hero trong ParaWorld khá ít ỏi và vai trò rất mờ nhạt. Nguyên nhân chủ yếu là do các Hero có quá ít kỹ năng để thể hiện bản thân mà thường chỉ có một vài chiêu thông thường như tăng tốc độ, bơm máu cho đồng đội, còn lúc giao tranh thì chỉ có một số kỹ năng gây sát thương tương đối. Vì vậy trong các trận giao tranh, phần lớn những Hero này thường bị khuất giữa một đạo quân hùng mạnh vì các kỹ năng quá yếu đuối nếu không muốn nói là vô dụng. AI (trí tuệ nhân tạo) của game không có gì khác biệt so với các game cùng thể loại vì đa phần máy chỉ biết tấn công một mục tiêu được định sẵn trên đường đi mà không kịp ứng biến chiến thuật phù hợp, có lúc máy chỉ đứng ngơ ra mà không có bất cứ hành động chống trả nào khi bị người chơi tấn công. Do vậy, người chơi rất dễ dàng giành lấy chiến thắng trong game nhiều khi chỉ bằng những thủ thuật đơn giản.

## Chơi mạng
Những đặc điểm về lối chơi được đề cập trên cũng sẽ ảnh hưởng sâu sắc đến cả các màn chơi mạng. ParaWorld hỗ trợ 8 người chơi cùng một lúc với khoảng 20 bản đồ khác nhau. Ngoài các mục chơi quen thuộc như Deathmatch và Domination (chiếm giữ tất cả cứ điểm trên bản đồ), ParaWorld còn cung cấp một kiểu chơi mới gọi là Defender. Trong đó, một người chơi sẽ có vai trò phòng thủ căn cứ, trong khi các đấu thủ khác phải tìm cách triệt hạ căn cứ này trong thời gian quy định. Ở kiểu chơi này, tương quan lực lượng sẽ thay đổi tùy thuộc người chơi ở vị trí nào: tấn công hay phòng thủ mà các loại công trình đặc thù cũng như phân bố tài nguyên trên bản đồ sẽ khác nhau.

## Hình âm
Đồ họa của ParaWorld được xây dựng dựa trên engine hoàn toàn mới của nhà phát triển. Game áp dụng các hiệu ứng hình ảnh mới nhất lúc bấy giờ. Trong đó, ấn tượng nhất có thể kể đến khung cảnh ngày và đêm được thể hiện rất sống động. Nhưng rõ ràng là engine này chưa đủ mạnh để xử lý những cử động nhân vật sao cho thật tốt, nên đôi lúc các động tác giao chiến không được uyển chuyển mà trông vẫn còn thô cứng.
Mảng âm thanh cũng chưa được như mong đợi. Các bản nhạc trong game khá lôi cuốn nhưng lại rất ít ỏi về số lượng, mỗi chủng tộc chỉ lặp đi lặp lại với một bài nhạc nền trong suốt cuộc chiến. Các tiếng động còn lại như tiếng va chạm binh khí cho đến những bước đi nặng nề của bầy khủng long, đều được làm một cách cẩu thả và thiếu sức sống dẫn đến việc tao ra một bầu không khí ảm đạm và dễ gây buồn ngủ cho người chơi trong suốt diễn biến của game.